# SŽD-Baureihe ТУ8
Die Lokomotiven der Baureihe ТУ8 (deutsche Transkription TU8) der Sowjetischen Eisenbahnen (SŽD) sind schmalspurige Diesellokomotiven. Sie wurden von 1982 bis 1987 in der Maschinenfabrik Kambarka entwickelt und sind für den Güter- und Rangierdienst auf Strecken mit Spurweiten von 750 bis 1067 Millimeter vorgesehen.

## Herstellungsgeschichte
Die Maschinenfabrik Kambarka in Kambarka lieferte 1987 eine Versuchs-Diesellokomotive mit einem V-förmig angeordneten Sechszylinder-Viertakt-Dieselmotor der Bezeichnung ЯМЗ-236M, einem gegenüber der SŽD-Baureihe ТУ7 verstärkten Rahmen und einigen wenigen Änderungen bei den Aufbauten. Die Diesellok erhielt die Bezeichnung ТУ8.0001. 1987 wurden einige Prototypen ausgeliefert, 1988 begann die Serienproduktion als Ersatz für die Reihe ТУ6А. Bis heute wurden 531 Stück gebaut, von denen fünf andere Baunummern erhielten. Vier Exemplare, die Maschinen mit den Inventarnummern 0356 bis 0359, wurden für die Spurweite 1000 mm für Vietnam hergestellt und fuhren als Reihe ТУ8З mit der Nummerierung nach den üblichen ТУ8. Die Diesellok ТУ8.0107, gebaut im Oktober 1987, wurde versuchsweise mit einer Treibstoffverbrauchanzeige ausgestattet. Sie wurde auf einer Schmalspurbahn in der Nähe von Archangelsk getestet. Der geänderte Fahrschalter erwies sich als nützlich bei Fahrten auf längeren Streckenabschnitten, wurde jedoch nicht in die Serienfertigung übernommen.

## Modellvarianten
Auf der Basis der Diesellok ТУ8 wurden außerdem gebaut:
- der Diesellok-Energieapparat SŽD-Baureihe ТУ6СПА für die Überführung und Energieversorgung von Bauzügen,
- die Diesel-Draisine SŽD-Baureihe ТУ8Г, ausgerüstet mit einer Güterplattform und einem Kran,
- die Passagier-Draisine SŽD-Baureihe ТУ8П für den Transport von ingenieurtechnischem Personal und Arbeitern.

## Bilder

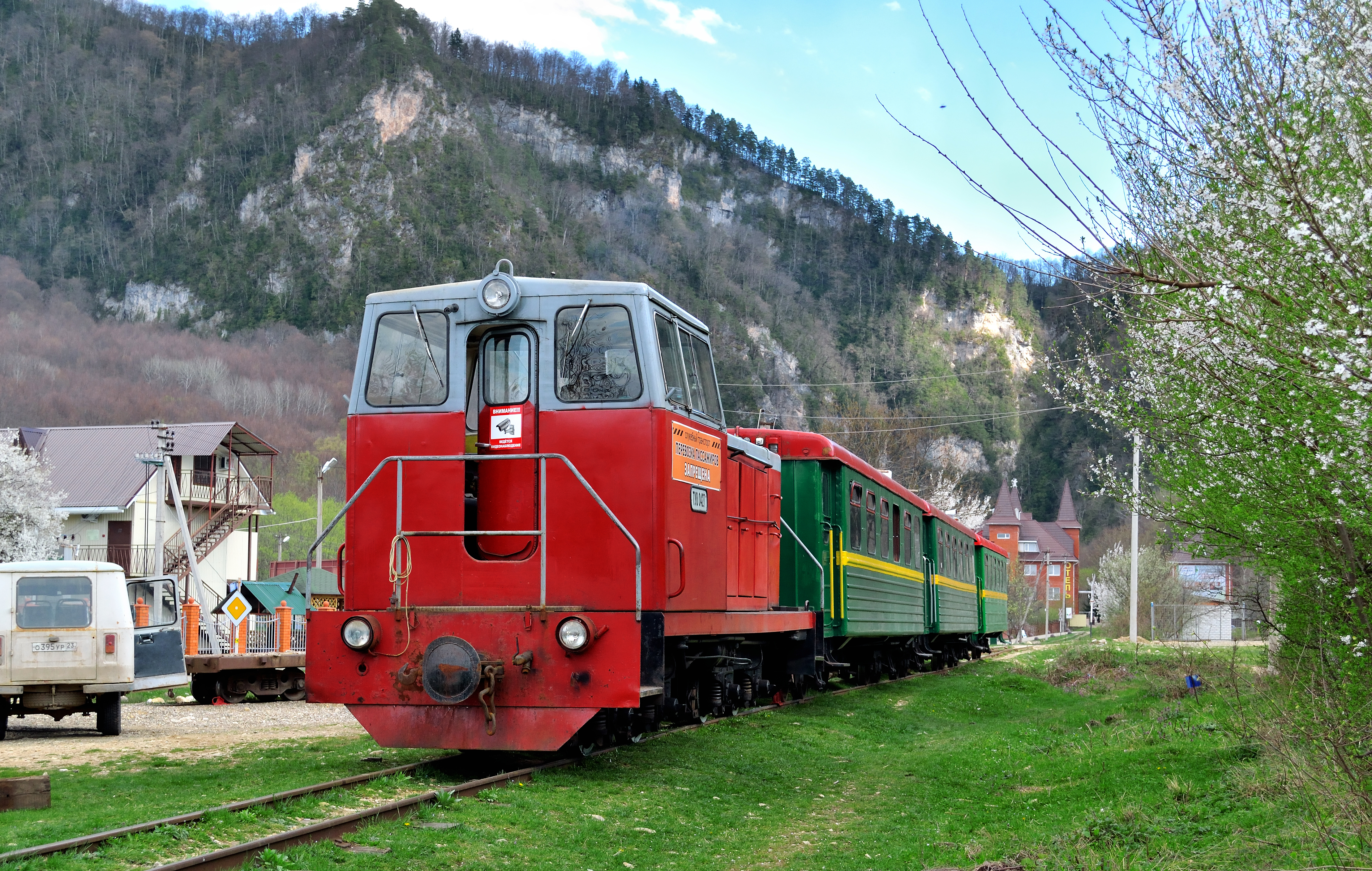
ТУ8-0427 der Waldbahn Apscheronsk
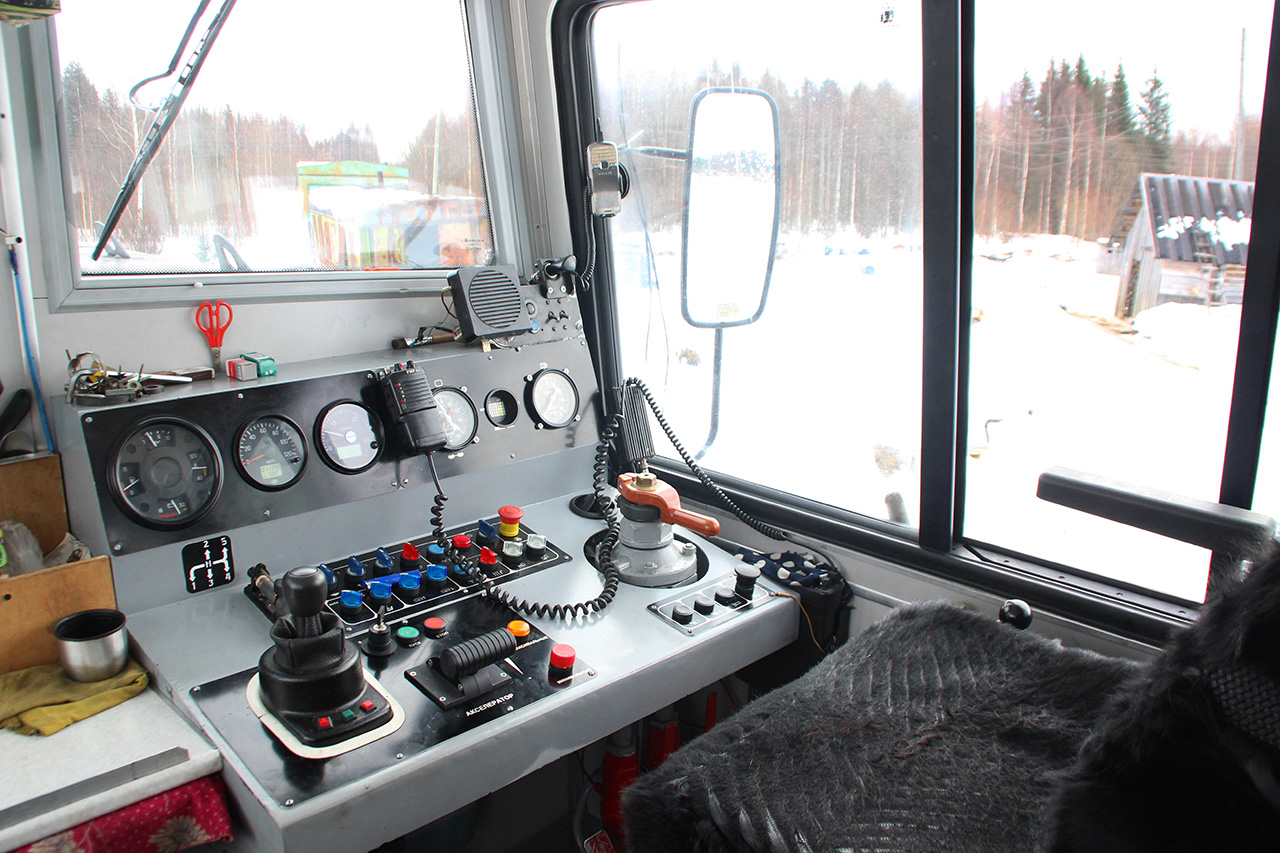
Führerstand der ТУ8-0541
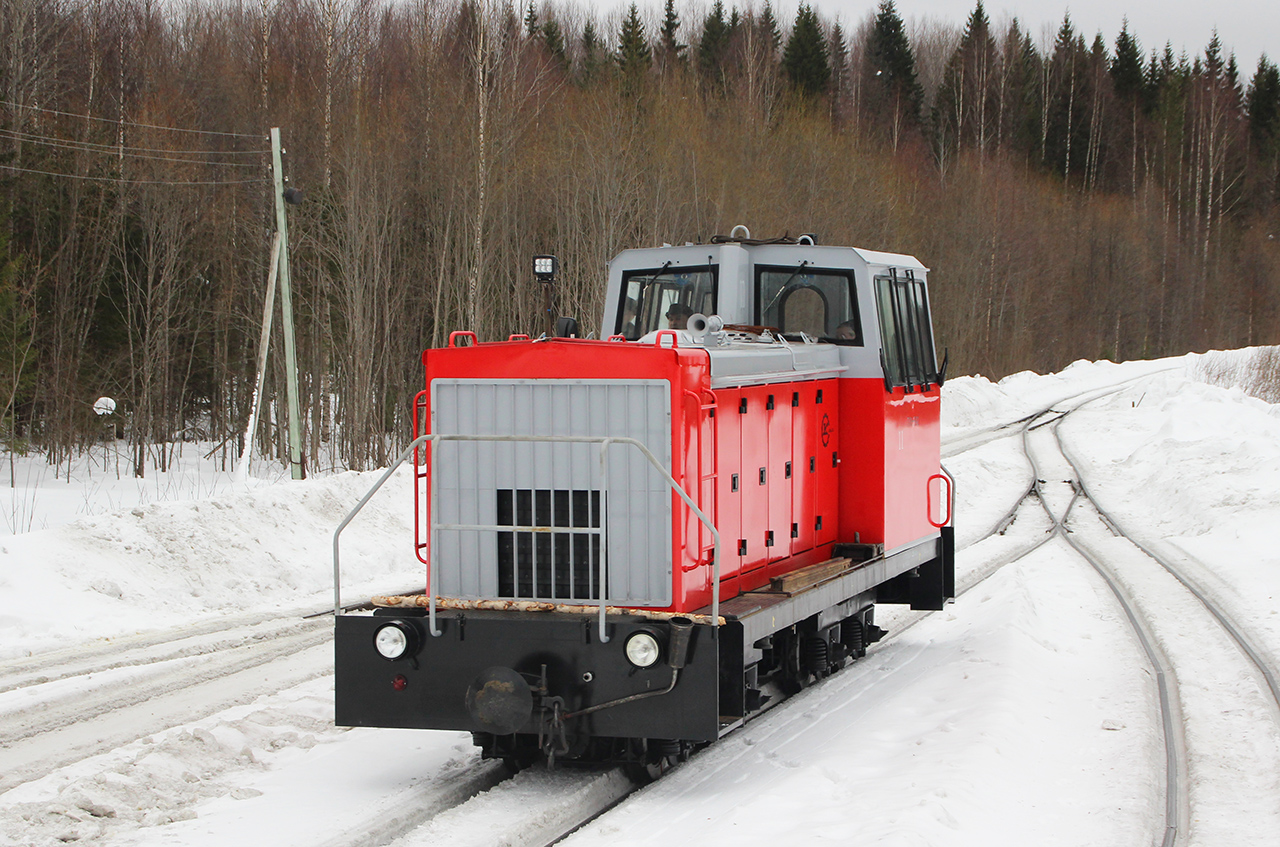
ТУ8-0542 der Waldbahn Loiga
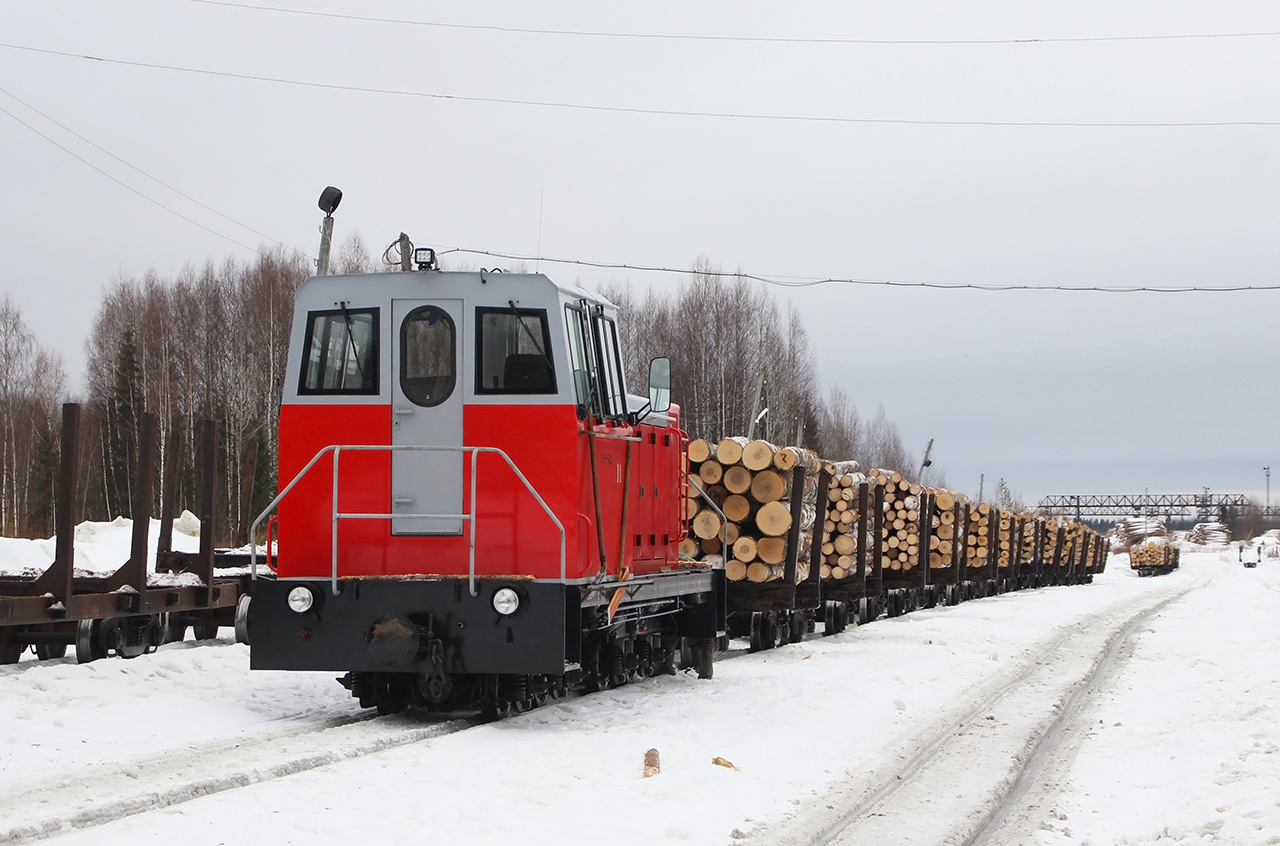
ТУ8-0542 der Waldbahn Loiga